# Khok Pho (huyện)
Khok Pho (tiếng Thái: โคกโพธิ์) là một huyện (amphoe) của tỉnh Pattani, phía nam Thái Lan.

## Lịch sử
Khu vực huyện này ban đầu thuộc Mueang Nong Chik, một trong 7 tỉnh của vương quốc Pattani. Huyện được thành lập thông qua việc tách ra từ huyện Nong Chik, đầu tiên tên là Mueang Kao (เมืองเก่า). Do trụ sở huyện nằm ở tambon Makrut, huyện này đã được đổi tên thành huyện Makrut.
Năm 1929, vua Rama VII đã thăm huyện để xem nguyệt thực vào ngày 9 tháng 5. Năm 1939, huyện này được đặt tên Khok Pho.

## Địa lý
Các huyện giáp ranh (từ phía bắc theo chiều kim đồng hồ) là Nong Chik và Mae Lan của tỉnh Pattani, Mueang Yala của tỉnh Yala, và Saba Yoi và Thepha của tỉnh Songkhla.
Vườn quốc gia Namtok Sai Khao với diện tích 110 km² tại dãy núi Sankalakhiri tại tam giác giáp giới 3 tỉnh Pattani, Yala và Songkhla.

## Hành chính
Huyện này được chia thành 12 phó huyện (tambon), các đơn vị này lại được chia ra thành 81 làng (muban). Có hai thị trấn (thesaban tambon) - Khok Pho and Na Pradu, each nằm trên một phần của tambon cùng tên. Có 12 Tổ chức hành chính tambon.
| STT | Tên           | Tên tiếng Thái | Số làng | Dân số |  |
| --- | ------------- | -------------- | ------- | ------ |  |
| 1.  | Khok Pho      | โคกโพธิ์         | 11      | 9.801  |  |
| 2.  | Makrut        | มะกรูด          | 7       | 5.620  |  |
| 3.  | Bang Kro      | บางโกระ        | 5       | 2.655  |  |
| 4.  | Pa Bon        | ป่าบอน          | 6       | 3.718  |  |
| 5.  | Sai Khao      | ทรายขาว        | 6       | 4.113  |  |
| 6.  | Na Pradu      | นาประดู่         | 8       | 9.165  |  |
| 7.  | Pak Lo        | ปากล่อ          | 9       | 6.020  |  |
| 8.  | Thung Phala   | ทุ่งพลา          | 5       | 3.778  |  |
| 11. | Tha Ruea      | ท่าเรือ          | 6       | 4.723  |  |
| 13. | Na Ket        | นาเกตุ          | 7       | 6.992  |  |
| 14. | Khuan Nori    | ควนโนรี         | 6       | 4.751  |  |
| 15. | Chang Hai Tok | ช้างให้ตก        | 5       | 2.993  |  |

Các con số mất là tambon nay tạo thành huyện Mae Lan.